# Віксом (Мічиган)
Віксом (англ. Wixom) — місто (англ. city) в США, в окрузі Окленд штату Мічиган. Населення — 17 193 особи (2020).

## Географія
Віксом розташований за координатами 42°31′26″ пн. ш. 83°32′4″ зх. д. / 42.52389° пн. ш. 83.53444° зх. д. (42.523961, -83.534479).  За даними Бюро перепису населення США в 2010 році місто мало площу 24,26 км², з яких 23,71 км² — суходіл та 0,55 км² — водойми.

## Демографія
Згідно з переписом 2010 року, у місті мешкало 13 498 осіб у 5725 домогосподарствах у складі 3382 родин. Густота населення становила 556 осіб/км².  Було 6577 помешкань (271/км²).
Расовий склад населення:
| - 79,8 % — білих - 11,1 % — чорних або афроамериканців - 4,9 % — азіатів - 0,2 % — корінних американців - 1,9 % — осіб інших рас |

До двох чи більше рас належало 2,1 %. Частка іспаномовних становила 5,1 % від усіх жителів.
За віковим діапазоном населення розподілялося таким чином: 25,4 % — особи молодші 18 років, 67,6 % — особи у віці 18—64 років, 7,0 % — особи у віці 65 років та старші. Медіана віку мешканця становила 34,8 року. На 100 осіб жіночої статі у місті припадало 99,5 чоловіків;  на 100 жінок у віці від 18 років та старших — 97,2 чоловіків також старших 18 років.
Середній дохід на одне домашнє господарство  становив 70 703 долари США (медіана — 46 420), а середній дохід на одну сім'ю — 93 296 доларів (медіана — 79 728). Медіана доходів становила 58 351 долар для чоловіків та 38 051 долар для жінок. За межею бідності перебувало 15,4 % осіб, у тому числі 22,5 % дітей у віці до 18 років та 3,7 % осіб у віці 65 років та старших.
Цивільне працевлаштоване населення становило 7898 осіб. Основні галузі зайнятості: виробництво — 19,1 %, освіта, охорона здоров'я та соціальна допомога — 18,1 %, науковці, спеціалісти, менеджери — 14,1 %, мистецтво, розваги та відпочинок — 11,4 %.